# سیارک ۱۰۲۴۲
سیارک ۱۰۲۴۲ (به انگلیسی: 10242 Wasserkuppe، نامگذاری:2808P-L) ده هزار و دویست و چهل و دومین سیارک کشف شده‌است که در ۲۴ سپتامبر ۱۹۶۰ کشف شد.